# Seznam nemških letalskih asov
Seznam nemških letalskih aso je krovni seznam.

## Seznam
- seznam nemških letalskih asov prve svetovne vojne
- seznam nemških letalskih asov španske državljanske vojne
- seznam nemških letalskih asov druge svetovne vojne
- poimenski seznam nemških letalskih asov